# 文件扩展名
副檔名（Filename Extension，或作延伸檔名、后缀名）是早期操作系统（如VMS／CP/M／DOS等）用来标志檔案格式的一种机制。以DOS来说，一个副檔名是跟在主檔名后面的，由一个分隔符号分隔。在一个像“example.txt”的檔名中，example是主檔名，txt为副檔名，表示这个文件是一个純文字文件，句號“.”就是主檔名与副檔名的分隔符号。
DOS作業系統（包括Windows 3.x）把副檔名限制在3个字符以内。個人電腦（PC）自微軟推出Windows95開始，在其他Windows作業系統上，無論是16／32 位元的Windows 95、Windows 98、Windows ME還是32位的Windows NT、Windows 2000、Windows XP、Windows 2003和Windows Vista、Windows 7的FAT32檔案系统中包含有一个界面水平的修正，使得副檔名的字数可以达到256个英文字符（長檔名），但是在系统层面，仍然保留3个字母的命名方式，这对很多用户来说都是不可见的。NTFS檔案系统则没有这种限制。（但NTFS不適用於95、98和ME）
在長檔名的狀態下，檔案的副檔名可以根据殼層（shell）或浏览器的设置表示为显示的或隐藏的。這也使得有心传播电脑病毒或蠕虫病毒的恶意用户得以將LOVE-LETTER-FOR-YOU.TXT.vbs或JustForYou.TXT.exe偽裝成看起来像是无害的纯文本文件（LOVE-LETTER-FOR-YOU.TXT或JustForYou.TXT），得以欺騙目标用户。如果檔案副檔名是隐藏的话（通常微软作業系統預设为隐藏的），那么这个VBScript檔案或帶有電腦病毒的執行檔就有可能欺骗到用户在毫無防備下開啟並執行。
这种命名法有着很大的缺陷，甚至安全的缺陷，所以某些作業系統已经不再遵循副檔名的规范，而是采用更精确的檔案魔术编号（magic number）来判斷檔案類型（参见UNIX／Linux系统）。不过Windows系列的作業系統即使是最新的Windows 11都依然保持这种命名格式。
文件扩展名更重要的作用是让系统决定当用户想打开这个文件的时候用哪种软件运行，如Windows系统中exe檔案是可执行檔，doc檔案默认用Microsoft Word打开的Word文件。